# Sinophorus procerus
Sinophorus procerus là một loài tò vò trong họ Ichneumonidae.